# Żytkowicze (stacja kolejowa)
Żytkowicze (biał. Жыткавічы, ros. Житковичи) – stacja kolejowa w miejscowości Żytkowicze, w rejonie żytkowickim, w obwodzie homelskim, na Białorusi. Leży na linii Homel - Łuniniec - Żabinka.
Stacja powstała w 1886 na linii drogi żelaznej poleskiej pomiędzy stacjami Kopcewicze a Mikaszewicze. Pierwszy budynek stacyjny był drewniany. Służył on do lat 50. XX w. W okresie międzywojennym była to sowiecka stacja graniczna na granicy z Polską. Po stronie polskiej stacją graniczną były Mikaszewicze. Pasażerski ruch transgraniczny był prowadzony, z wyjątkiem pierwszych lat po odzyskaniu przez Polskę niepodległości.
W latach 70. XX w. stacja została rozbudowana w związku z powstaniem nieopodal dużego przedsiębiorstwa przemysłu drzewnego.